# 安·罗伯特·雅克·杜阁
劳恩男爵安·罗伯特·雅克·杜阁（1727年5月10日—1781年3月18日），法國在18世紀中後期古典經濟學家，也是經濟學上重農學派的重要的代表人物之一。在今天他被視作經濟自由主義的早期倡導者之一。1750年，杜尔哥首次提出了人类社会“进步”的完整概念。

## 早期活动
杜尔哥出生于巴黎贵族官僚家庭，是巴黎的商人教务长米歇尔-艾蒂安·杜尔哥（Michel-Étienne Turgot）和玛德琳·弗朗索瓦丝·马蒂诺·德·布雷蒂尼奥勒（Madeleine Francoise Martineau de Brétignolles）的小儿子，家族属于一个古老的诺曼家族。他早年先后在路易学院、圣叙尔皮斯神学院、索邦神学院接受神学教育，1747年获神学学士学位。1748年转入巴黎索邦神学院，翌年被推选为学院名誉副院长。后进入梭尔邦大学，深受当时各种流行思想（如科学好奇心、自由主义、宽恕、对社会进化的兴趣）的影响，并在1749年发表了两个著名的拉丁语论文——《On the Benefits which the Christian Religion has conferred on Mankind》和《On the Historical Progress of the Human Mind》。他喜欢诗歌制作，并试图改进法国诗歌韵律的规则，将拉丁文的《埃涅阿斯纪》第四本翻译成古典六步格诗，伏尔泰称赞其是“自己感动的唯一的散文”。

## 从政
1751年杜尔哥放弃神职，投身政界。1752年担任巴黎市议会的代理人（法語：substitut)和顾问(法語：conseiller），1753年任代理检察长（法语:maître des requétes）。1754年成为皇家商会（chambre royale）成员。在巴黎，他经常参加沙龙，同重農學派的弗朗索瓦·魁奈、皮埃尔·杜邦和樊尚·德·古尔奈等人关系密切，1753—1756年他陪同商务监督古尔奈到法国外省巡查。1760年在法国东部和瑞士旅行时，他拜访问了伏尔泰，并成为他的首席朋友和支持者。
由于受到路易十五的重视，1761年8月杜尔哥被任命为利摩日行政区长官兼监督官（税务员），他在这里呆了十三年（到1774年），在魁奈和古尔奈等重農學派经济学家的影响，他开始在工作，尽量将它们应用在他的省份，在管治区进行若干整理赋税、废除徭役的改革。在任内，他整理税制，实行以税代役，赈济饥荒，维持谷物贸易自由，充分显示了作为一个行政长官、改革家和经济学家的非凡才能。
路易十六即位后，1774年7月他被任命杜尔哥为海军大臣，一个月后（8月24日）他转任财政总监。他的第一个行动就是服从国王所声明的指导原则:“没有破产，没有增加税收，没有借贷”。在任期内，他试图进行财政、行政和政治改革，其措施集中于1776年初所拟定的六个法令中。其中之一是在全国取消徭役制度；之二是废除行会；其余四个则是试图取消若干苛捐杂税。
为缓解财政困难，杜尔哥于1775年将修路劳役改为征收以产业额为计税依据的道路税，并规定所有等级一律照章纳税。1776年初，废止酒类专卖制，允许自由买卖。他还准备进一步规范财政、税收秩序，内容包括节约行政开支、成立贴现银行以便在政府财政危机之时提供应急资金等。这就是马克思所说的“杜尔哥试图预先采取法国革命的措施”。这些法令国王同意了，枢密院通过了，但议会不予备案。国王迫使议会服从。然而，在改革的关键时刻，路易十六却恢复了1771年被路易十五解散了的巴黎高等法院以及外省的十余家高等法院，这些机构中云集着拥有特权的“穿袍贵族”。
杜尔哥的这些侵犯特权阶级权益的改革措施引起了宫廷、贵族和教士的强烈反对，他们担心改革会触及其自身利益，因而极力抵制杜尔哥改革并通过王后玛丽·安托瓦内特对国王施加影响，迫使路易十六于1776年5月12日解除了他的职务，法令也随之被取消，刚刚启动的、明显有利于资本主义经济发展的的财政改革化为泡影。对于这一“黄金时代”的速生速灭，伏尔泰曾沉痛地表示：“我的心永远也不能平静”。
杜尔哥解职后立刻回到恩维尔公爵夫人位于巴黎地区瓦兹河省拉罗什-居永城堡(La Roche-Guyon)，不久返回到巴黎，在科学和文学研究的平静生活中度过了他的余生，1777年担任法兰西文学院副院长。

## 重農學派

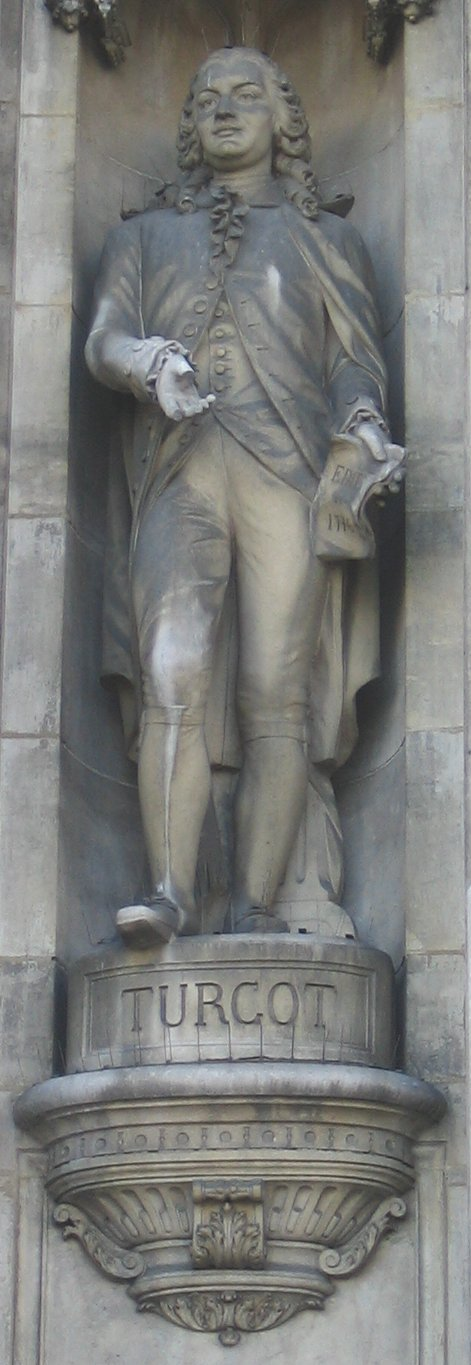
巴黎市政厅的杜尔哥塑像

杜尔哥是继弗朗索瓦·魁奈之后的重农学派最重要的代表人物。樊尚·德·古尔奈对杜尔哥的经济思想的发展有一定的影响，但更重要的影响来自魁奈。他深受魁奈的影响但不是魁奈的门徒，也几乎没有参加所谓“经济学家”们的派系活动。虽然杜尔哥没有参加魁奈这一派的活动，但举凡创自魁奈的重农学派的基本理论，如自然秩序、自由放任、纯产品、农业优先地位、社会经济划分、单一地租税等，杜尔哥几乎无不接受。
杜尔哥在任职时期推行重农主义政策，因受贵族反对而被取消。他在魁奈所划分的三个阶级（生产阶级、不生产阶级、地主阶级）基础上，又进一步划分出资本家和工人，并初步表述了劳动者和劳动条件分离的历史过程。资本家靠资本，使别人从事劳动，通过垫支而赚取利润，而工人则除了能把自己的劳动卖给别人外，就一无所有。他对资本的类别和作用作了进一步的分析，从而论证了利息、利润的合理性和其在作为资本收入本质上的共同性。他还明确提出资本的概念。他基本上抛弃了重农学派的封建主义外观，并提出了一系列的政策纲领。
他给两个将回国的中国留学生(杨德望 Etienne Yang 與 高类思 Louis Ko，皆為出身虔信基督教家庭之北京市人 )写的询问问题的分析性引言形成《关于财富的形成和分配的考察》（Réflexions sur la formation et la distribution des richesses，1766年）一文，他发展、修正了魁奈和其徒党的论点，使重农主义作为资产阶级思想体系的特征有更加鲜明的表现。在他那里重农主义发展到最高峰。
马克思称他是“给法国革命引路的激进资产阶级大臣”，“试图采取法国革命的措施”。但就本质而言，重农学派为资产经济反对封建制度理论提供了思想武器，倡导自由放任、反对不利于资本主义经济发展的各种障碍，无意间也推动了法国大革命爆发，并为大革命清除了前进障碍。

## 著作
1753年，他翻译了约西亚·塔克（Josias Tucker）的《Questions sur le commerce》，1754年他写了《Lettre sur la tolérance civile》和一本小册子《Le Conciliateur》，支持宗教宽容。在1755年和1756年之间，他为《百科全书》创作各种文章，1757年—1760年的《Valeurs des monnaies》，可能是为回应安德烈·莫雷莱神甫的《Dictionnaire du commerce 》所作。1759年他写了《Eloge de Gournay》。
- 1769年，《Mémoire sur les prêts à intérêt》
- 《Mémoire sur les mines et carrières》
- 《Mémoire sur la marque des fers》
- 1770年，《Lettres sur la liberté du commerce des grains》

在利摩日长官任内，他给上级写了大量的关于经济问题的备忘录和给民众的公开信(以上)；在部长任内，在所颁发的法令前面，他每冠以说明有关原理的前言。这都是有关他的经济思想的重要文献。这些文献和1759年写的《古尔奈的颂赞》，都被汇集为《杜尔哥全集》，于1809—1811年发表。

## 影響
1789年法国大革命是建立在杜尔哥经济变革失败的基础之上，其后任所执行的各种政策也逐渐加深了阶级矛盾，最终促成大革命爆发。大革命后，制宪会议从杜尔哥改革方案得到启发的财政政策，只是这一体系的“回光返照”而已。

## 延伸閱讀
- Brewer, Anthony, , Economica, 1987, 54 (216): 417–428.
- Dakin, Douglas, , London: Methuen, 1939.
- Groenewegen, Peter D., , London: Routledge, 2002, ISBN 0415279402.
- Kaplan, Steven L., , The Hague: Martinus Nijhoff, 1976, ISBN 9024718732.
- Meek, Ronald L., , New York: Cambridge University Press, 1976, ISBN 0521209692.
- Palmer, R. R., , Journal of Law and Economics, 1976, 19 (3): 607–619.
- Wendel, Jacques M., , Modern Age, 1979, 23 (3): 282–289.

## 外部連結
- Map of Paris, 1739 （页面存档备份，存于） by Michel Turgot at the University of Southern Maine
- Map of Paris, 1739 by Michel Turgot at the University of Chicago
- Dr David Hart, "Turgot: life and works" （页面存档备份，存于） Annotated bibliography of Turgot's published works.
- "Biography of A.R.J. Turgot: Brief, Lucid, and Brilliant" （页面存档备份，存于） by Murray Rothbard
- "Notice sur la linguistique de Turgot" by D. Droixhe, 1993, Encyclopedia of language and linguistics
- Turgot Page （页面存档备份，存于） at McMaster
- Turgot Page at Akamac
- Turgot entry at Bartleby
- Jacques Turgot （页面存档备份，存于） at Catholic Encyclopedia
- Turgot Page （页面存档备份，存于） at Acton institute.
- Turgot page[永久] at UCL
- "Turgot's Gallant Failure" by David Redfearn
- Turgot on progress and political economy （页面存档备份，存于）
- Turgot Page at Paulette Taïeb.
- Notice Biographique （页面存档备份，存于） by Paulette Taïeb.
- "L'Eclat de Turgot" by Murray Rothbard (French translation of "The Brilliance of Turgot")
- Turgot page （页面存档备份，存于） at Académie de Strasbourg
- 12 mai 1776: "Renvoi de Turgot" （页面存档备份，存于） by  Hérodote
- The Lycée Turgot in Paris
- The Lycée Turgot in Limoges （页面存档备份，存于）
- The Institut Turgot （页面存档备份，存于） in Paris
- Turgot & 18th and 19th century Dutch economics and politics （页面存档备份，存于）

| 官衔                                    | 官衔                                   | 官衔                                    |
| --------------------------------------- | -------------------------------------- | --------------------------------------- |
| 前任： 皮埃尔·艾蒂安·布尔茹瓦·德·布瓦讷 | 海军国务卿 1774年7月20日—1774年8月24日 | 繼任： 安托万·德·萨尔坦                 |
| 前任： 约瑟夫·马里·特赖                 | 财政总监 1774年8月24日—1776年5月12日   | 繼任： 让·艾蒂安·贝尔纳尔·奥吉尔·克吕尼 |